# Dwayne Atkinson
Dwayne Atkinson (Kingston, Jamaica, 5 de mayo de 2002) es un futbolista jamaicano que juega de delantero en el Cavalier SC de la Liga Premier Nacional de Jamaica.

## Trayectoria
Destacó en el Cavalier SC en las categorías juvenil y mayor.

## Selección nacional
Fue convocado a la selección de Jamaica para un partido contra Perú.

## Estadísticas

### Clubes
Actualizado al último partido disputado el 16 de agosto de 2022.
| Club                | Div.          | Temporada     | Liga  | Liga  | Copas nacionales | Copas nacionales | Copas internacionales | Copas internacionales | Total | Total |
| Club                | Div.          | Temporada     | Part. | Goles | Part.            | Goles            | Part.                 | Goles                 | Part. | Goles |
| ------------------- | ------------- | ------------- | ----- | ----- | ---------------- | ---------------- | --------------------- | --------------------- | ----- | ----- |
| Cavalier SC Jamaica | 1.ª           | 2019-20       | 11    | 3     | 0                | 0                | —                     | —                     | 11    | 3     |
| Cavalier SC Jamaica | 1.ª           | 2021          | 13    | 3     | 0                | 0                | —                     | —                     | 13    | 3     |
| Cavalier SC Jamaica | 1.ª           | 2022          | 22    | 8     | 0                | 0                | —                     | —                     | 22    | 8     |
| Cavalier SC Jamaica | Total club    | Total club    | 46    | 14    | 0                | 0                | 0                     | 0                     | 46    | 14    |
| Total carrera       | Total carrera | Total carrera | 46    | 14    | 0                | 0                | 0                     | 0                     | 46    | 14    |

## Palmarés

### Torneos nacionales
| Título                | Equipo         | Sede    | Año     |
| --------------------- | -------------- | ------- | ------- |
| Liga Premier Nacional | Cavalier F. C. | Jamaica | 2020-21 |
| Liga Premier Nacional | Cavalier F. C. | Jamaica | 2023-24 |

### Torneos internacionales
| Título                           | Equipo         | Sede     | Año  |
| -------------------------------- | -------------- | -------- | ---- |
| Copa Caribeña de Clubes Concacaf | Cavalier F. C. | Santiago | 2024 |